# Плонер, Александер
Александер Плонер (итал. Alexander Ploner; 10 июля 1978, Брунико, Больцано, Трентино — Альто-Адидже) — итальянский горнолыжник, участник двух Олимпийских игр, призёр этапа Кубка мира. Специализируется в гигантском слаломе. 
В Кубке мира Плонер дебютировал в 2001 году, в феврале 2004 года первый и пока единственный раз попал в тройку лучших на этапе Кубка мира, в гигантском слаломе. Кроме подиума на сегодняшний день имеет 5 попаданий в десятку лучших на этапах Кубка мира, все в гигантском слаломе. Лучшим достижением в общем зачёте Кубка мира является для Плонера 44-е место в сезоне 2009-10.
На Олимпиаде-2002 в Солт-Лейк-Сити, стартовал в гигантском слаломе, но не финишировал во второй попытке.
На Олимпиаде-2010 в Ванкувере, занял 18-е место в гигантском слаломе.
За свою карьеру участвовал в одном чемпионате мира, на чемпионате мира 2009 года занял 8-е место в гигантском слаломе.
Принял участие в горнолыжных соревнованиях в рамках зимних Всемирных военно-спортивных игр 2010 года, где первенствовал в командных зачётах гигантского и специального слалома.
Использует лыжи и ботинки производства фирмы Atomic.